# Força Aérea Alemã
A Força Aérea Alemã (em alemão: Luftwaffe ouvirⓘ) é o corpo aéreo da Bundeswehr da Alemanha. A história das forças militares alemãs de aviação começou em 1910 com a fundação do serviço aéreo e do exército do Império Alemão, contudo não foi contínua porque perdeu ambas as guerras mundiais. Consequentemente, a Alemanha não teve nenhuma força aérea militar entre 1918 e 1935 e outra vez entre 1945 e 1956.
Durante a Segunda Guerra Mundial, a Luftwaffe teve um papel fundamental na rápida conquista da Europa Oriental e Ocidental, e na criação do conceito da Blitzkrieg. Mais tarde, apesar de seus melhores esforços, não pôde impedir a derrota da Alemanha, visto que a Luftwaffe combatia em duas frentes, e devido à falta de reposição de aviões, graças ao bombardeio aliado constante em fábricas e cidades alemãs, e por lutar com um inimigo com maior força numérica.
Entre 1956 e 1990 havia duas forças aéreas na Alemanha, em consequência da ruptura em dois da Alemanha derrotada em 1945. Após a reunificação a força aérea da Alemanha Oriental foi dissolvida e sua estrutura foi incorporada pela Luftwaffe. Em 1999 no Kosovo, a Luftwaffe teve sua primeira ação notada em guerra desde o fim da Segunda Guerra Mundial.

## História

### Primeira Guerra Mundial
O precursor da Luftwaffe foi fundado em 1910 antes do rompimento da Primeira Guerra Mundial, e era usado como um serviço aéreo do exército do Império alemão, o Luftstreitkräfte (Serviço Aéreo Imperial). Como o uso do avião para fins militares era recente, este serviço era usado primariamente para reconhecimento e sustentação do exército em terra, e antes do avião, usava-se balões para este fim, como se deu na guerra franco-prussiana (1870-1871).
Durante a Primeira Guerra Mundial, o Serviço Aéreo Imperial do exército utilizou uma grande variedade de aviões, variando entre caças (fabricados pela Albatros-Flugzeugwerke e pela Fokker), dos aviões de reconhecimento (Aviatik e DFW) e dos bombardeiros pesados (Gothaer Waggonfabrik, e Zeppelin-Staaken).

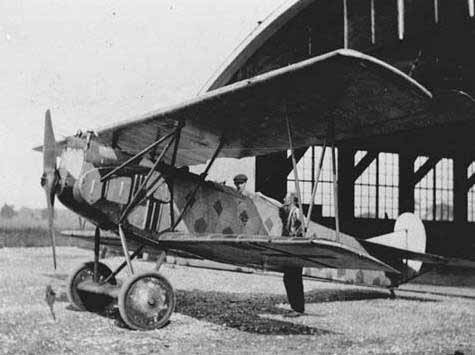
Um Fokker D.VII da força aérea do Império Alemão.

Entretanto, os caças receberam maior atenção nos anais da aviação militar, desde que produziram "ases" como Manfred von Richthofen, conhecido popularmente em inglês como Red Baron (Barão Vermelho), e em alemão como Der Rote Kampfflieger (Guerreiro-voador vermelho), e outros grandes pilotos como Ernst Udet, Hermann Göring, Oswald Boelcke, Max Immelmann (primeiro aviador a ganhar a Pour le Mérite, condecoração mais elevada do Império Alemão), e Werner Voss. Para melhorar a marinha alemã, e o exército alemão, foi usado também dirigíveis para alvos militares e civis no bombardeio da França, da Bélgica e do Reino Unido. Todo avião militar alemão e Austro-Húngaro em serviço usou como insígnia a cruz de ferro até 1918, quando foi substituída pela Balkenkreuz, uma cruz grega preta e branca. Depois que a guerra terminou com a derrota alemã, o serviço foi dissolvido completamente sob as condições do Tratado de Versalhes, que exigiu que seus aviões fossem destruídos completamente. Em conseqüência deste ato, a Luftwaffe não é considerada a força aérea independente mais velha do mundo, sendo que a Royal Air Force do Reino Unido é mais velha, tendo sido fundada em 1 de abril de 1918.

### Período doentre-guerras

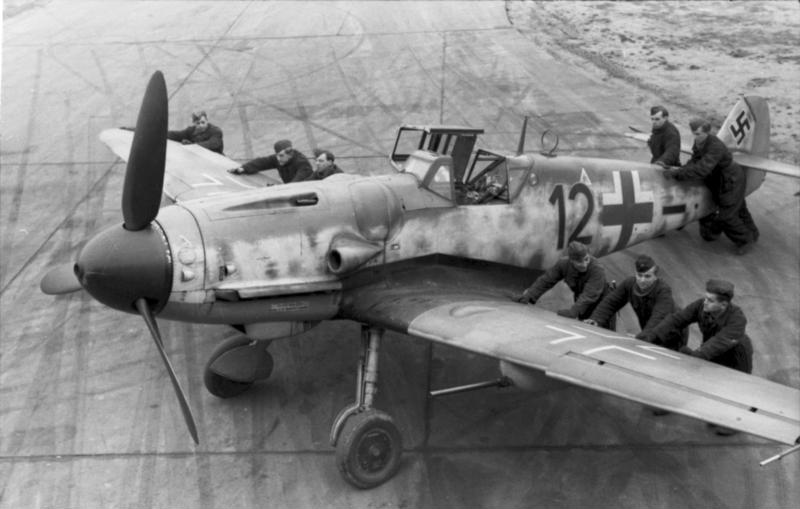
Um antigo Messerschmitt BF 109 da Luftwaffe nazista.

Desde a proibição infligida à Alemanha pelo Tratado de Versalhes, estava proibida a formação de uma força aérea, mas a necessidade de treinar pilotos para uma possível futura guerra era grande. Então, o treinamento era feito em segredo usando inicialmente escolas de aviação civil. A fim de treinar seus pilotos em aviões de combate mais modernos, a Alemanha solicitou a ajuda da URSS. Um aeródromo secreto de treinamento foi estabelecido em Lipetsk em 1924 e operado por aproximadamente nove anos, usando na maior parte neerlandeses, russos e alemães, até ser fechado em 1933.
Esta base foi conhecida oficialmente como o 4º esquadrão da 40º asa do exército vermelho. Em 26 de fevereiro de 1935, Adolf Hitler requisitou que Hermann Göring restabelecesse a Luftwaffe, rompendo assim o Tratado de Versalhes assinado em 1919. A Alemanha quebrou o tratado sem a sanção do Reino Unido, da França e da Liga das Nações, contudo nenhuma das duas nações, nem a Liga, fez qualquer coisa para se opôr a isto ou a qualquer outra ação que quebrasse as previsões do tratado. Entretanto, vale a pena notar que antes da promulgação oficial, a Luftwaffe estava operando como uma força aérea paramilitar conhecida como Deutscher Luftverband (união alemão do ar), tendo Ernst Udet como comandante. Fritz Todt, coordenador que fundou a Organisation Todt, foi apontado para o posto de General na Luftwaffe. Não era, estritamente falando, um aviador, embora servisse em um esquadrão da observação durante a Primeira Guerra Mundial, ganhando a cruz de ferro. Morreu em um ataque aéreo em fevereiro 1942.

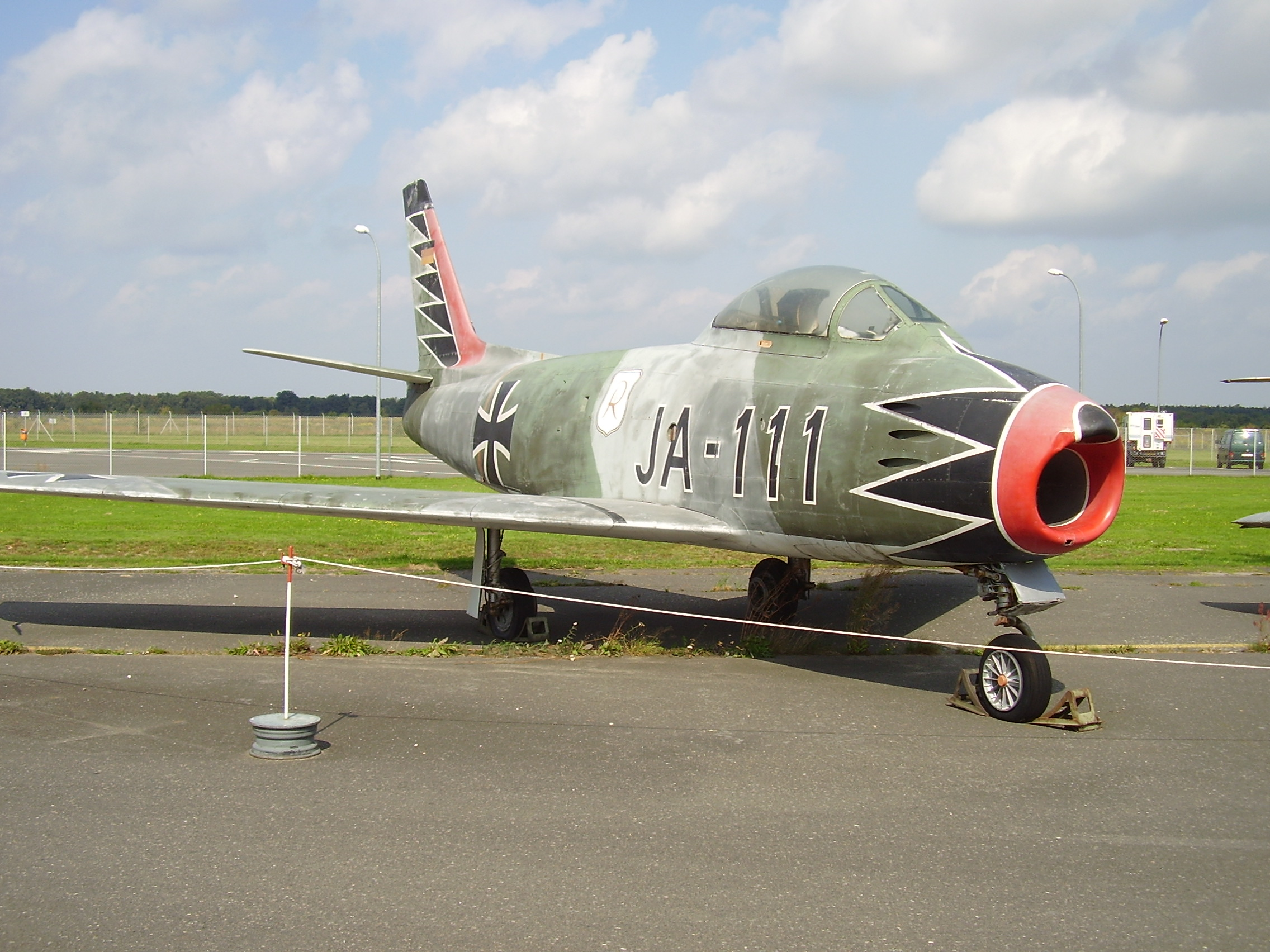
Um avião F-86 alemão usado no perido inicial da guerra fria.

Diz-se que Hermann Göring escolheu pessoalmente um emblema para a Luftwaffe que diferiu daquele das outras filiais armadas. A águia, um símbolo velho do império alemão, remanesceu, mas com uma outra postura. Göring recusou a velha águia heráldica que lhe pareceu muito estilizada e estática, e escolheu algo mais novo, uma águia mais natural e mais clara, com as asas espalhadas na posição do voo, o que era mais apropriado para uma força aérea. Desde 1933, quando o Partido Nacional Socialista de Hitler subiu ao poder, a águia prendeu entre suas garras o símbolo do partido, a suástica, com as duas garras, enquanto a águia da Luftwaffe prendeu a suástica somente com uma garra enquanto a outra foi dobrada em um gesto ameaçador.

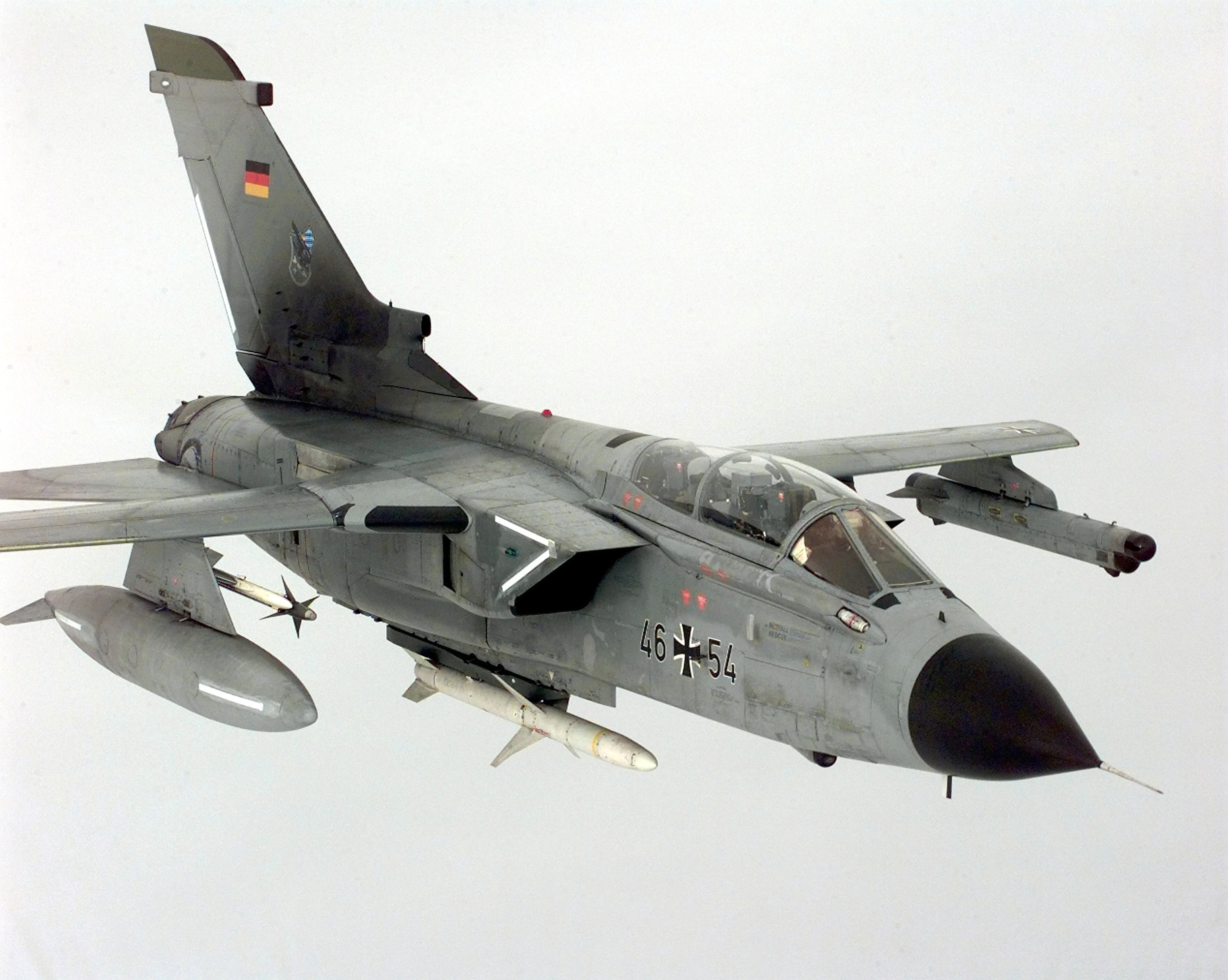
Um Panavia Tornado alemão.

A Luftwaffe teve a oportunidade ideal de testar seus pilotos, aviões e táticas na guerra civil espanhola, quando em Julho de 1936 Hitler manda a Legião Condor ao General Francisco Franco, líder nacionalista espanhol, para lutar contra os republicanos e comunistas. As primeiras máquinas fornecidas foram caças biplanos Heinkel He-51 e bombardeiros táticos Henschel Hs 123 e bombardeiros médios Junkers Ju 52 (esse era originalmente uma aeronave de transporte). Esses modelos logo mostraram-se obsoletos frente aos caças soviéticos Polikarpov I-15 "Chato" e I-16 "Mosca" e bombardeiros Polikarpov R-5 "Rasante" e Tupolev SB "Katyusha". Um bombardeio sistemático das cidades durante a segunda guerra mundial veio em abril de 1937, quando uma força combinada de bombardeiros alemães e italianos sob o comando espanhol nacional destruiu a maioria da cidade basca de Guernica, na Espanha. Apenas nesse momento aeronaves mais modernas, como as primeiras versões do Messerschmitt Bf-109 e os primeiros bombardeiros médios Heinkel He 111 e Dornier Do 17, além da versão "A" do Junkers Ju 87 ficaram disponíveis, quebrando a superioridade tecnológica republicana. Este bombardeio foi condenado por todo mundo, e a memória coletiva do horror do bombardeio em civis tem sempre se tornado mais aguda através da pintura famosa, nomeada com o nome da cidade, pelo artista Cubista, Pablo Picasso. Muitos temeram que esta seria a maneira que as guerras futuras do ar estariam conduzidas, e desde que o estrategista italiano, o general Giulio Douhet, formulou as teorias a respeito do que seriam um "bombardeio estratégico", a ideia que as guerras seriam ganhas golpeando do ar no coração do músculo industrial de uma nação, e assim desmoralizando a população civil ao ponto onde o governo dessa nação seria forçado a se render.

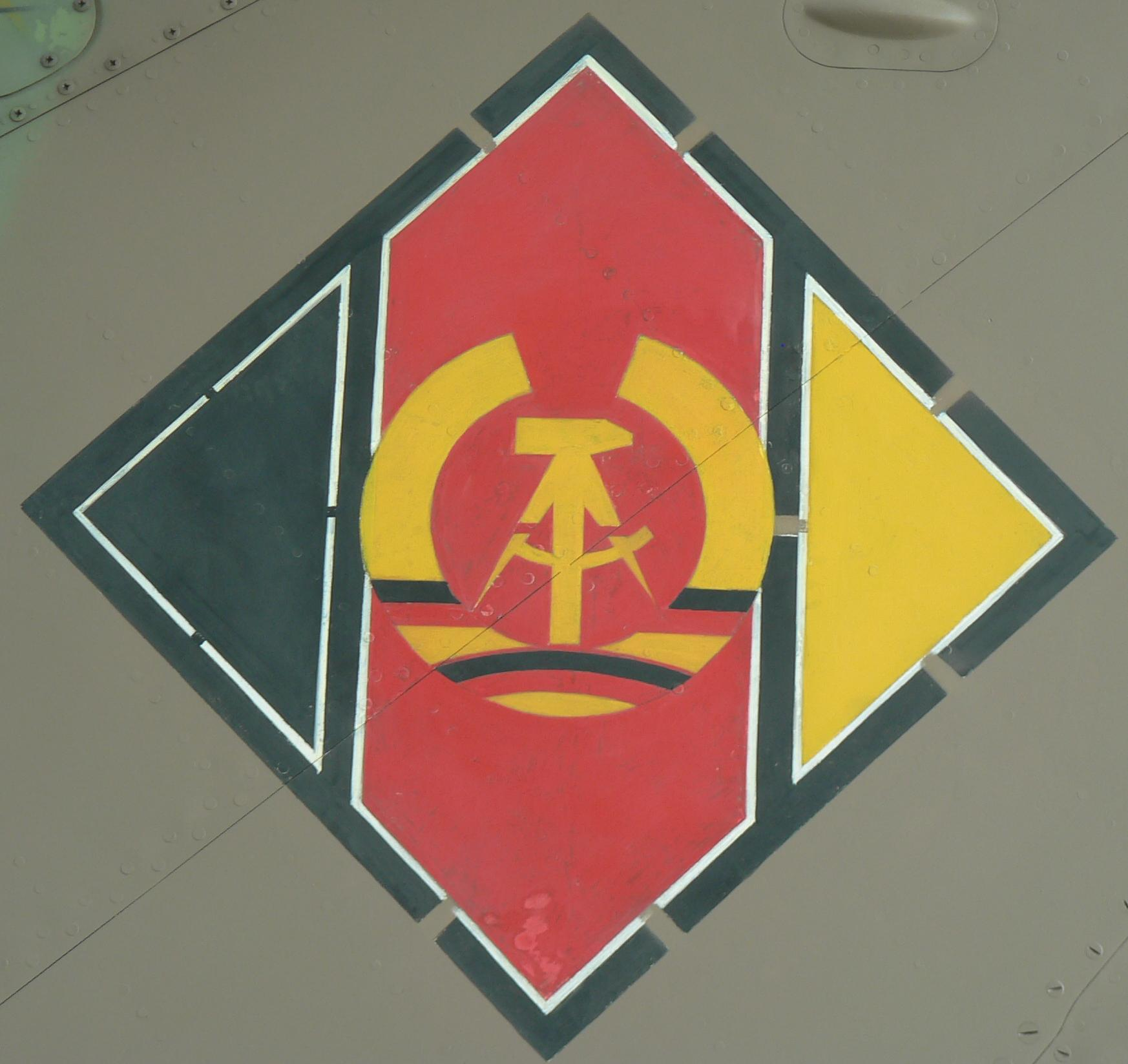
Emblema da Força Aérea da RDA, na fuselagem de um MiG-23.

### Segunda Guerra Mundial
Desde a sua formação antes da guerra, a Luftwaffe era uma das forças aéreas mais modernas, mais poderosas e experientes no mundo, dominando os céus sobre Europa com aviões que eram muito mais avançados do que suas contrapartes iniciais. A Luftwaffe era central à doutrina alemã da Blitzkrieg, porque o apoio aéreo próximo fornecido por bombardeiros de mergulho Stuka e uma força oprimindo os caças de defesa, eram a chaves a diversos sucessos posteriores. Depois da batalha da Grã-Bretanha, entretanto, a Luftwaffe entrou em um declínio constante, gradual. Para o fim da guerra a Luftwaffe era já não um fator principal, e apesar dos avanços no campo da aviação como o Me 262, ficou debilitada por faltas de combustível, pela capacidade insuficiente da produção e por falta de pilotos treinados.

### Guerra Fria

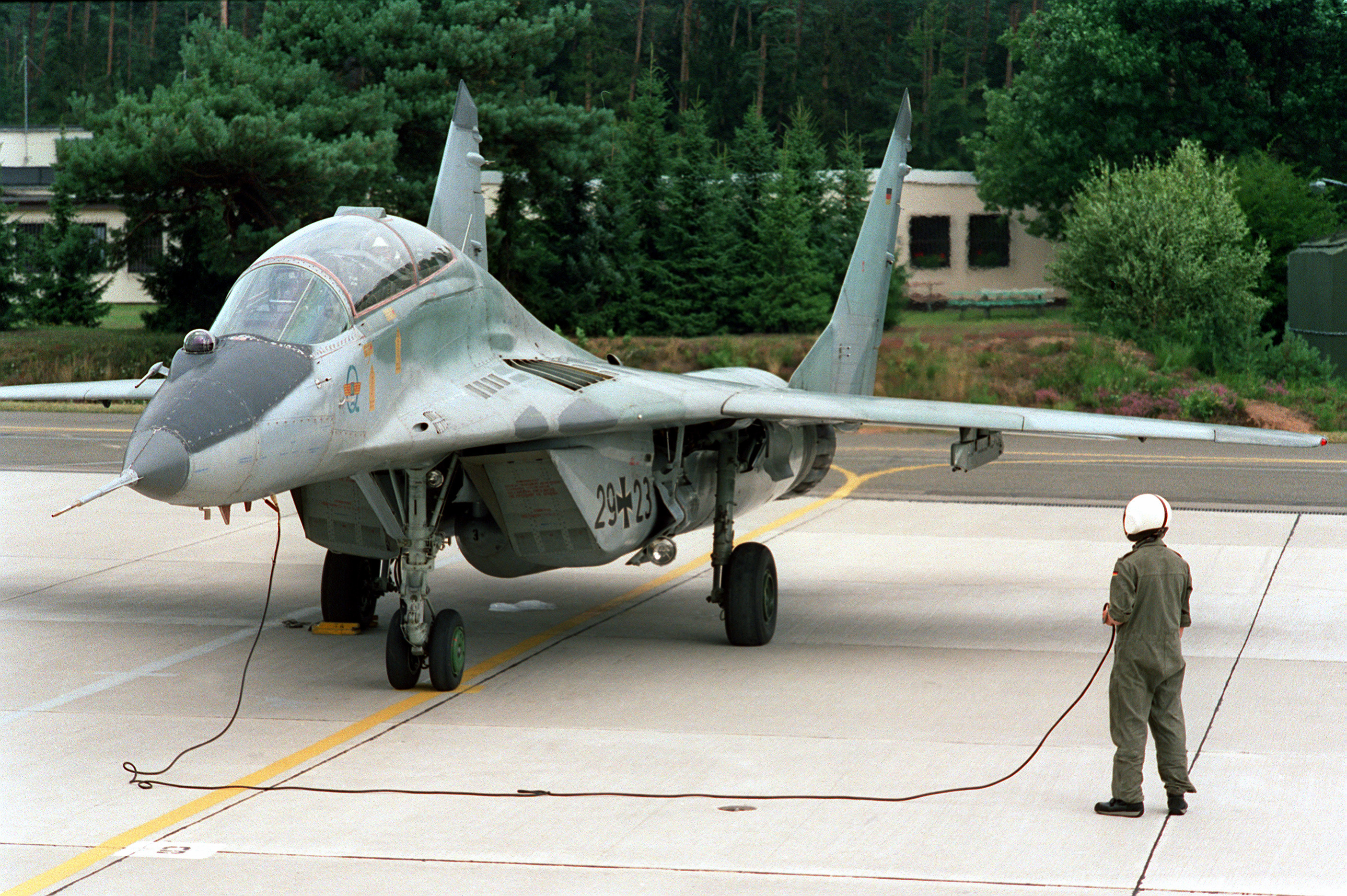
Um MiG-29 alemão. Após a reunificação, a Alemanha se tornou o primeiro país da OTAN a ter equipamentos russos. Muitos destes foram desativados anos depois.

Após a guerra, a aviação alemã no geral foi cortada severamente, e a aviação militar foi proibida quando a Luftwaffe foi dissolvida oficialmente pelos aliados em agosto de 1946. Isto mudou quando Alemanha Ocidental se juntou a OTAN em 1955, porque os aliados ocidentais acreditaram que Alemanha necessitava possuir uma força aérea em vista da crescente ameaça militar da URSS e de seus aliados do Pacto de Varsóvia. Todo avião continuou a ter a cruz de ferro na fuselagem, herança dos dias da Primeira Guerra Mundial.
Muitos pilotos de caças bem conhecidos, que tinham lutado pela Luftwaffe na Segunda Guerra Mundial, juntaram-se à nova força aérea do pós-guerra e submeteram-se ao treinamento de atualização nos EUA antes de retornar a Alemanha Ocidental. Estes incluíram Erich Hartmann, o piloto da Luftwaffe que derrubou o maior número de aviões inimigos (352), e outros pilotos como Gerhard Barkhorn (301), Günther Rall (275) e Johannes Steinhoff (176), Steinhoff sofreu um ataque aéreo em um Messerschmitt Me 262 logo antes do fim da guerra, que resultou em grandes cicatrizes em seu rosto e em outras partes de seu corpo. Josef Kammhuber serviu também com a Luftwaffe pós-guerra, aposentando-se em 1962 como o Inspekteur der Bundesluftwaffe.

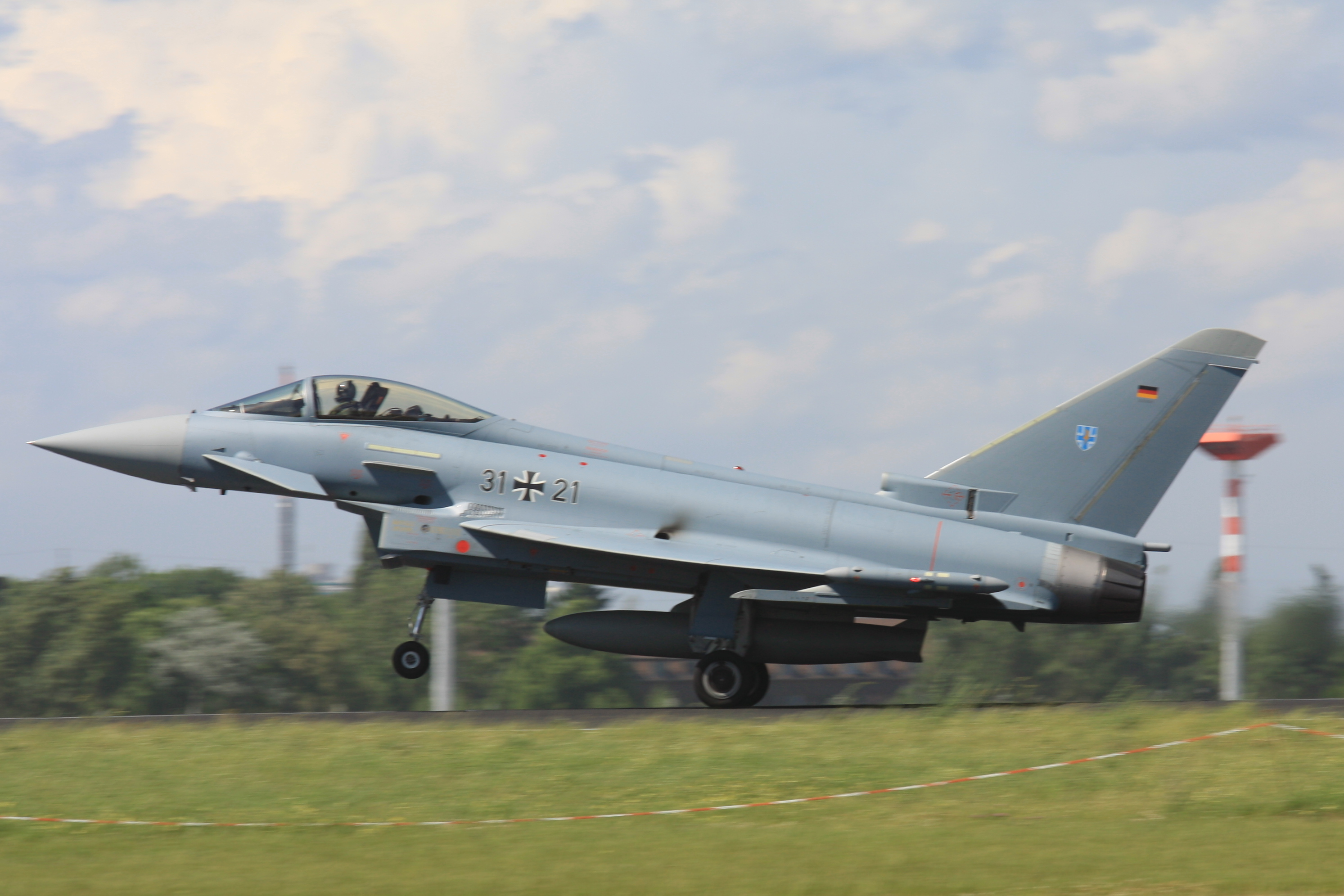
Um caça Eurofighter Typhoon da força aérea alemã.

### Atualidade
A reunificação, as forças armadas da Alemanha Ocidental e Oriental se juntaram e formaram uma nova força militar. A força aérea do leste tinha aviões de fabricação russa, como o Sukhoi Su-17, o MiG-21, o MiG-23 e o MiG-29. A principal aeronave de combate do oeste era o F-4F Phantom II americano. No século XXI, o Eurofighter Typhoon se tornou o principal caça alemão em atividade.
Nos anos 90, o país participou de missões de combate como a intervenção da OTAN na Iugoslavia. A força aérea alemã também atuou no Afeganistão. O exército alemão também utiliza seus helicópteros a partir da base da Luftwaffe em Mazar-i-Sharif. Aviões C-160 alemães também participam de missões na região.
Em 2004, o governo alemão anunciou reformas nas forças armadas do país. Entre os planos estavam a redução da quantidade de aviões da força aérea. A encomenda dos caças Eurofighter foi reduzido para 140 e os últimos F-4 Phantoms foram aposentados, com o número de aviões Tornado também sendo reduzidos.
A força aérea alemã é actualmente (2025) constituído por 27 741 soldados.

## Organização e liderança
No comando da Força Aérea é exercido pelo Inspetor da Força Aérea. Como comandante da Força Aérea, ele se reporta ao Inspetor-Geral da Bundeswehr. A Luftwaffe é subdividida no 'Zentrum Luftoperationen der Luftwaffe' (Centro de Operações Aéreas da Luftwaffe) em Kalkar e no 'Luftwaffentruppenkommando' (Comando de Tropas da Luftwaffe) com sua sede na Luftwaffenkaserne Wahn (Caserna da Força Aérea em Wahn)  na guarnição de Köln.

Organização da Luftwaffe em março de 2020

### Zentrum Luftoperationen der Luftwaffe

#### Tarefas
O Centro de Operações Aéreas da Luftwaffe está localizado na guarnição de Kalkar / Uedem (Caserna Von-Seydlitz) e se originou do Comando Operacional da Força Aérea. O centro está encarregado de tarefas relacionadas com o planejamento de operações aéreas. Isso significa que as tarefas específicas da Força Aérea de condução de operações da Força Aérea, tarefas nacionais a serem realizadas na Alemanha (incluindo tarefas dos escritórios anteriores do Centro de Comando de Defesa Aérea Nacional, Centro de Situação Espacial, Centro de Comando da Força Aérea) são combinadas em um Centro de Operações da Força Aérea. Um “Centro de Inteligência Aérea” no sentido de um centro de competência para assuntos de inteligência aérea e espacial específica foi estabelecido no centro de operações aéreas para o desempenho sustentado das tarefas do sistema de inteligência militar para o nível tático-operacional. Além disso, as tarefas de estabelecer um quartel-general da OTAN para o planejamento e gestão de operações aéreas em caso de emergência estão integradas ao Centro de Operações Aéreas.

#### Unidades e Departamentos Subordinados
- Deutscher Anteil (DtA) (Componente Alemão) no Allied Air Command em Rammstein
- Deutscher Anteil (DtA) (Componente Alemão) no  Joint Air Power Competence Centre
- Deutscher Anteil (DtA) (Componente Alemão) no  EATC do Europäischen Lufttransportkommando (Comando de Transporte Aéreo Europeu) em Eindhoven, NLD
- Deutscher Anteil (DtA) (Componente Alemão) no  NATO Airborne Early Warning & Control Force Command (Comando da Força Aérea de Alerta Antecipado e Controle) e  em Geilenkirchen
- Deutscher Anteil (DtA) (Componente Alemão) no  Alliance Ground Surveillance em Sigonella, na Itália
- Deutsche Anteile (DtA) (Componente Alemão) na  OTAN/Organização Europeia
- Organizações de ligação da Luftwaffe no Exército Alemão e na Marinha Alemã como o Comando de Ligação ao Eurocorps ou ao Comando da Marinha
- Luftwaffenunterstützungsgruppe (Grupo de Apoio da Luftwaffe) em Kalkar
- Einsatzführungsbereich 2 (Divisão de Direção de Emprego 2) em Erndtebrück
- Einsatzführungsbereich 3 (Divisão de Direção de Emprego 3) em Schönewalde
- Führungsunterstützungszentrum der Luftwaffe (Centro de Apoio do Comando da Força Aérea) em Köln-Wahn

### Luftwaffentruppenkommando
Todas as unidades operacionais e de apoio da Força Aérea estão subordinadas ao Luftwaffentruppenkommando. Ele garante que forças aéreas totalmente treinadas e equipadas estejam disponíveis para missões e também é responsável por seu desenvolvimento. No entanto, não tem mandato para a gestão operacional de suas forças subordinadas. Isso seria feito pelos postos de comando multinacionais da OTAN ou da  UE ou, no caso de destacamento nacional, pelo Centro de Operações Aéreas. Mesmo em paz, partes das unidades são atribuídas à OTAN. No entanto, como nível de gestão operacional da Bundeswehr, o Comando de Operações e Emprego é o único responsável pelas instruções nacionais aos líderes do contingente nas áreas operacionais.

#### Unidades e Departamentos Subordinados
As seguintes organizações estão diretamente subordinados ao comando para o cumprimento das missões:
- Zentrum für Luft- und Raumfahrtmedizin der Luftwaffe(Centro da Força Aérea de Medicina Aeroespacial) em Cologne-Wahn

O comando da Força Aérea consiste em três áreas de habilidade: aérea (unidades aéreas), solo (unidades terrestres) e suporte (unidades de apoio).
- Unidades aéreas
  - Taktisches Luftwaffengeschwader 31 (Esquadrão Tático da Força Aérea  31) "Boelcke" em Nörvenich
  - Taktisches Luftwaffengeschwader 33 (Esquadrão Tático da Força Aérea  33) em Büchel
  - Taktisches Luftwaffengeschwader 51 (Esquadrão Tático da Força Aérea 51)  "Immelmann" em Jagel
  - Taktisches Luftwaffengeschwader 71 (Esquadrão Tático da Força Aérea  71) "Richthofen" em Wittmund.[6]
  - Taktisches Luftwaffengeschwader 71 (Esquadrão Tático da Força Aérea 73) "Steinhoff" em Laage
  - Taktisches Luftwaffengeschwader 74 (Esquadrão Tático da Força Aérea 74) em Neuburg an der Donau
  - Lufttransportgeschwader 62 (Esquadrão de Transporte Aéreo 62) em Wunstorf
  - Hubschraubergeschwader 64 (Esquadrão de helicópteros 64) em Laupheim e Holzdorf
  - Flugbereitschaft des Bundesministeriums der Verteidigung (Grupo de Transporte Executivo do Ministério Federal da Defesa) em Colônia-Wahn e Berlim-Tegel
  - Taktisches Ausbildungskommando der Luftwaffe USA (TaktAusbKdoLw EUA) Comando de Treinamento Tático da Força Aérea dos EUA) (Base da Força Aérea Sheppard, Wichita Falls, Texas.[7]

- Unidades Terrestres
  - Flugabwehrraketengeschwader 1 (Esquadrão de Mísseis Antiaéreos 1) em Husum
  - Objektschutzregiment der Luftwaffe  (Regimento de Proteção de Propriedades da Luftwaffe) „Friesland“ em Schortens
  - Offizierschule der Luftwaffe  (Escola de Oficiais da Luftwaffe) em Fürstenfeldbruck
  - Unteroffizierschule der Luftwaffe  (Escola de Sargentos da Luftwaffe) em Appen und Heide
  - Luftwaffenausbildungsbataillon  (Batalhão de Treinamento da Luftwaffe) em Germersheim
  - Luftwaffenunterstützungsgruppe Wahn  (Grupo de Apoio da Força Aérea Wahn) em Köln-Wahn

- Unidades de apoio
  - Waffensystemunterstützungszentrum 1 (Centro de Suporte do Sistema de Armas 1) em Erding
  - Waffensystemunterstützungszentrum 2 (Centro de Suporte do Sistema de Armas 2) em Diepholz
  - DDO/DtA NATO Programming Center NPC () em Bassenge, Bélgica
  - Technisches Ausbildungszentrum der Luftwaffe (Centro de Treinamento Técnico da Luftwaffe) em Fassberg
  - Zentrum Elektronischer Kampf Fliegende Waffensysteme (Centro de Combate Eletrônico, Aeroembarcados) em Kleinaitingen

### Em alemão
- «Página oficial da Luftwaffe»
- «Página do museu da Luftwaffe»
- Luftarchiv

### Em inglês
- Luft'46
- Traditionsgemeinschaft JG 52
- Graf & Grislawski
- Air War over the Eastern Front
- The Pre-Normandy Air Battle
- Losing Air Superiority – A Case Study from World War II
- Lt.Col. Gunzinger Air Power as a Second Front – PDF File
- Forum Discussion on reasons for Luftwaffe Defeat in BoB
- Davis, R. General Spaatz and D-Day
- Andrews, W.F. The Luftwaffe and the Battle for Air Superiority PDF-File
- Hayward, J.S. Stalingrad An Examination of Hitler's Decision to Airlift
- Carter, W. Air Power in the Battle of the Bulge
- iBiblio Hyperwar – The Air War over Europe
- Bomber Command War Diary Online
- USAF Historical Research Agency at Maxwell AFB
- Book Review of American Raiders
- German article on Operation Paperclip[ligação inativa]
- The Luftwaffe 1933–1945
- Book – Strategy for defeat : the Luftwaffe 1933–1945
- The Luftwaffe Over Germany By Donald Caldwell, Richard Muller – Details of Goring's rant for heavy bombers.
- The Second World War: Europe and the Mediterranean By Thomas B. Buell, Thomas E. Griess, John H. Bradley, Jack W. Dice
- Eagles of the Third Reich: Men of the Luftwaffe in World War II By Samuel W. Mitcham, Jr.
- «Luftwaffe39-45»